# Governo in esilio dei Paesi Bassi
Con governo in esilio dei Paesi Bassi (in olandese Nederlandse regering in ballingschap), conosciuto anche in olandese come Londens kabinet (gabinetto di Londra), si identificano i quattro governi, con sede a Londra, che si sono succeduti alla guida dei Paesi Bassi durante la Seconda guerra mondiale. Il governo aveva il controllo sulle Forze olandesi libere.

## La partenza e l'esilio

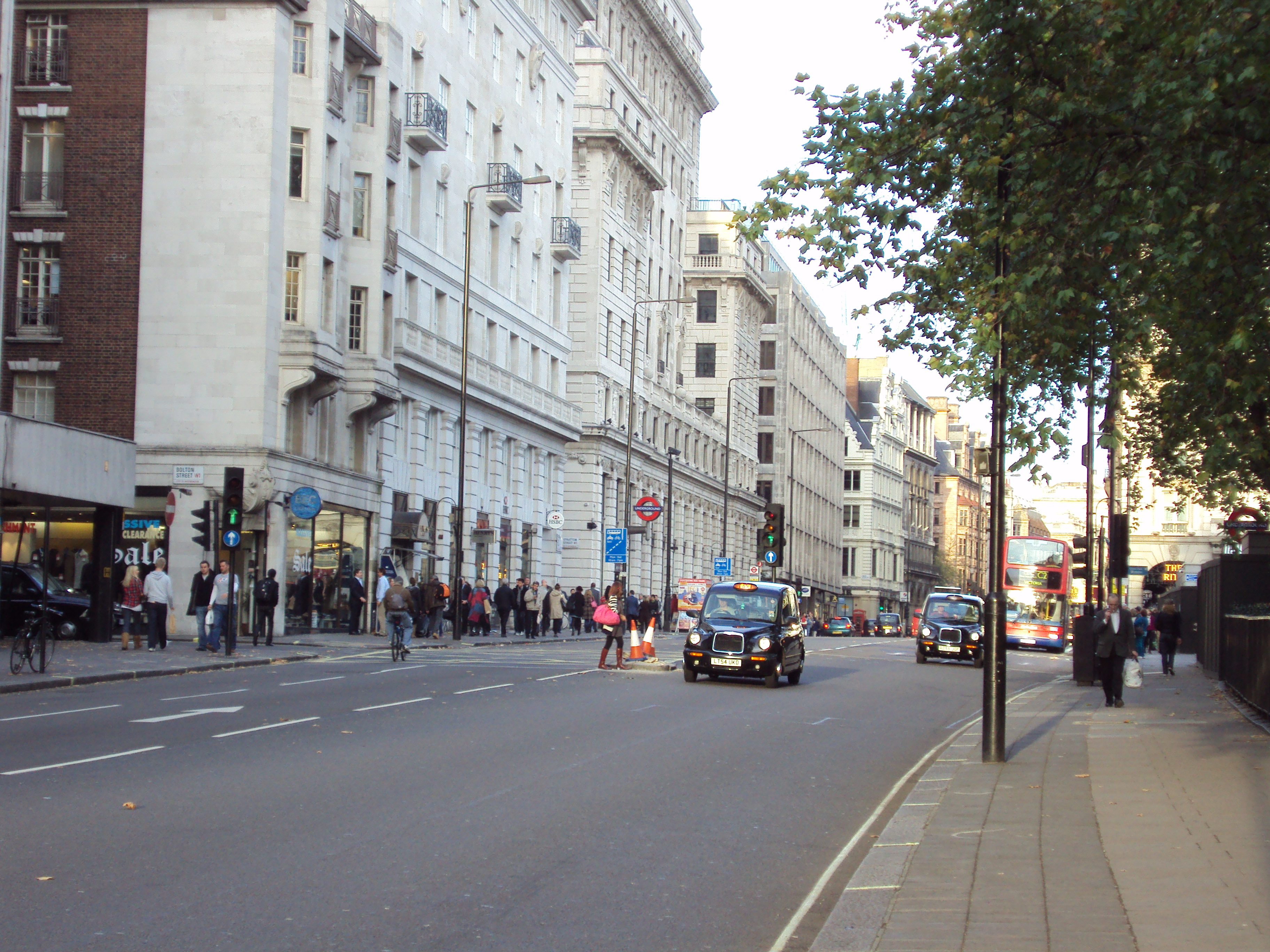
Stratton House a Piccadilly vista da Green Park, dov'era situato il governo in esilio olandese.

Il 10 maggio 1940 alle 09:00, poche ore dopo l'invasione tedesca dei Paesi Bassi, il ministro degli esteri Eelco Nicolaas van Kleffens ed il ministro per le colonie Charles Welter lasciarono, a bordo di un idrovolante della Marine Luchtvaartdienst, la spiaggia di Scheveningen diretti alla volta di Londra.
Il 13 maggio 1940 la regina Guglielmina lasciò L'Aia e, portando con sé tutta la famiglia reale, s'imbarcò da Hoek van Holland sul cacciatorpediniere britannico HMS Hereward, che li accompagnò nella traversata del mare del Nord verso il Regno Unito.
Lo stesso giorno, solo poche ore più tardi della famiglia reale, anche i restanti ministri del secondo governo guidato da De Geer salirono a bordo di un altro cacciatorpediniere britannico. I ministri Max Steenberghe ed Arie Adriaan van Rhijn, decisero di rimanere. Lo stesso giorno Steenberghe, a nome della Regina e del governo, conferì l'autorità di governo nei Paesi Bassi al capo delle forze armate generale Henri Winkelman. Dopo questo atto, gli altri ministri persuasero Steenberghe e van Rhijn di lasciare il paese ed a raggiungere il resto del governo a Londra.
La regina assunse la guida del governo olandese in esilio, che venne stabilito a Stratton House nel quartiere Piccadilly di Londra, di fronte al Green Park. Inizialmente, la sua speranza era che la Francia si sarebbe riorganizzata e avrebbe liberato il paese. Sebbene ci fosse stato un simile tentativo, presto fallì e le forze Alleate vennero circondate e costrette ad evacuare a Dunkerque. Le forze armate olandesi nei Paesi Bassi, ad eccezione di quelle che occupavano la Zelanda, si arresero il 15 maggio 1940. Per salvaguardare la successione, l'erede al trono, la principessa Giuliana, insieme alla sua famiglia, venne mandata più lontano, in Canada, dove trascorsero la guerra.
Il governo in esilio si trovò presto di fronte a un dilemma. Dopo la resa della Francia, il governo francese di Vichy salì al potere e propose ad Adolf Hitler una politica di collaborazione. Ciò portò ad un conflitto tra il primo ministro Dirk Jan de Geer e la regina. De Geer voleva tornare nei Paesi Bassi e collaborare anche lui. Il governo in esilio aveva ancora il controllo delle Indie orientali olandesi con tutte le sue risorse ed era il terzo produttore di petrolio al mondo, dopo gli Stati Uniti e l'Unione Sovietica. Guglielmina si rese conto che se gli olandesi avessero collaborato con la Germania, le Indie orientali olandesi si sarebbero arrese al Giappone, poiché l'Indocina francese si arrese in seguito per ordine del governo di Vichy.

## Il governo a Londra

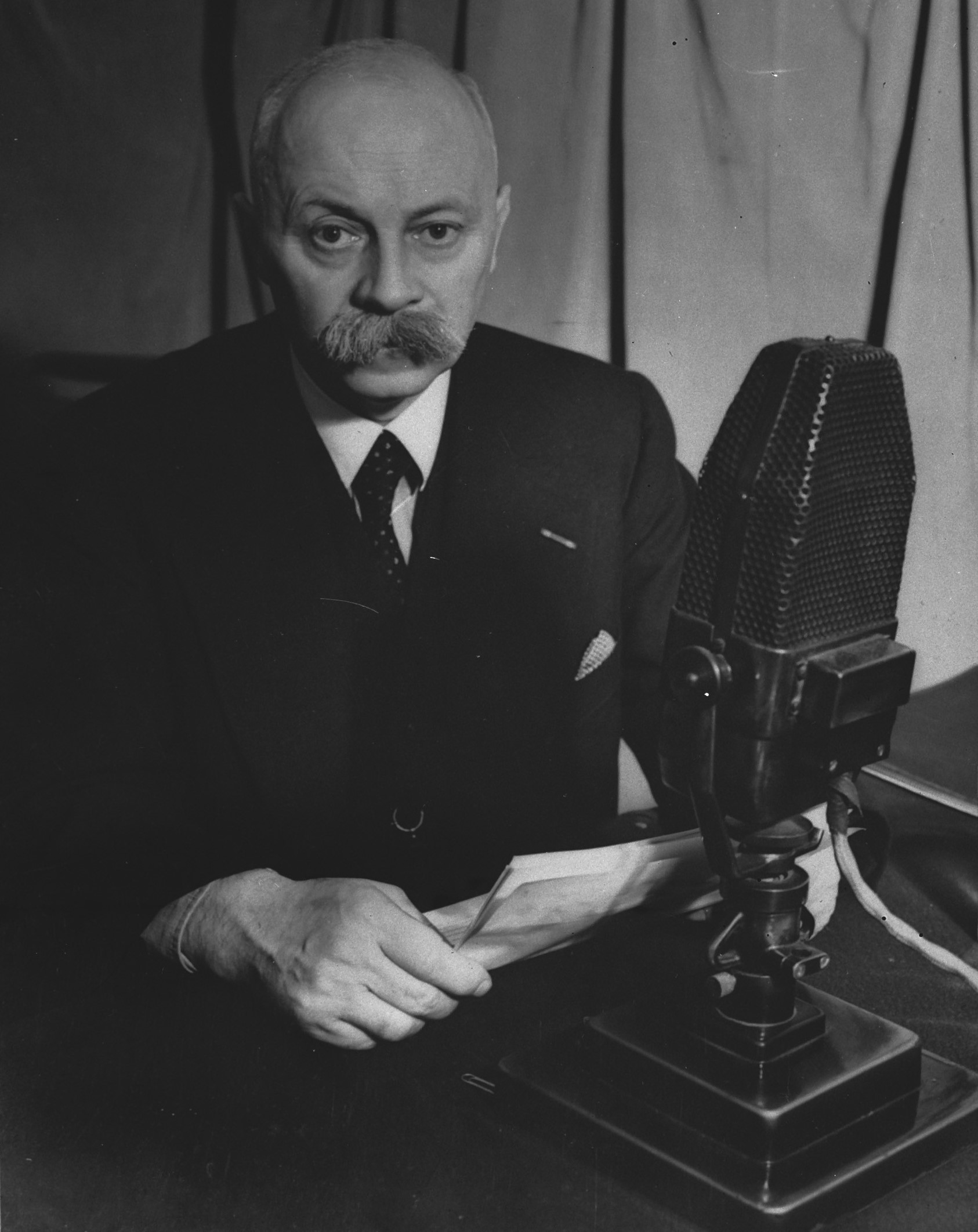
Pieter Sjoerds Gerbrandy, primo ministro del governo in esilio al microfono della BBC, 23 settembre 1941

Poiché la speranza di liberazione era ora l'entrata in guerra degli americani o dell'Unione Sovietica, la regina dimise De Geer dalla carica di primo ministro. Lo sostituì con Pieter Sjoerds Gerbrandy, che lavorò con Churchill e Roosevelt per spianare la strada all'ingresso americano. Aruba e Curaçao, con raffinerie di petrolio esportatrici di livello mondiale, erano importanti fornitori di prodotti raffinati per gli Alleati. Aruba divenne un protettorato britannico dal 1940 al 1942 e un protettorato statunitense dal 1942 al 1945. Il 23 novembre 1941, in base a un accordo con il governo in esilio olandese, gli Stati Uniti occuparono la Guiana olandese per proteggere le miniere di bauxite. Venne imposto un boicottaggio petrolifero al Giappone,, che contribuì ad innescare l'attacco a Pearl Harbor.
Nel settembre 1944, i governi in esilio olandese, belga e lussemburghese iniziarono a formulare un accordo sulla creazione di un'Unione doganale del Benelux. L'accordo venne firmato nella Convenzione doganale di Londra il 5 settembre 1944. L'insolita azione della regina venne successivamente ratificata dagli Stati Generali dei Paesi Bassi nel 1946. Churchill la definì "l'unico uomo nel governo olandese". Dopo la fine della seconda guerra mondiale, Guglielmina e il suo governo tornarono dall'esilio per ristabilire il regime democratico precedente.

## Militair Gezag
Nel 1943, l'ufficiale militare olandese Hendrik Johan Kruls venne incaricato di preparare un'amministrazione militare guidata dagli olandesi nei Paesi Bassi nel caso in cui gli Alleati fossero entrati nel paese, nota come Militair Gezag (Autorità militare). Nel giugno 1944, gli Alleati sbarcarono in Normandia, riaprirono il fronte occidentale e nei mesi successivi avanzarono gradualmente fino alla linea Sigfrido. Il 12 settembre 1944, gli Alleati attraversarono il confine tra Belgio e Paesi Bassi e Mesch divenne il primo villaggio olandese ad essere liberato.  Subito dopo, il 14, gli Alleati liberarono Maastricht, che divenne la prima città urbana olandese a cadere nelle mani degli Alleati. Quello stesso giorno venne istituito nei Paesi Bassi il Militair Gezag, con capitale Maastricht e Kruls a capo, segnando il ritorno del governo olandese nel proprio paese, anche se sotto un'amministrazione militare piuttosto che eletta. Dopo la fine della guerra, il Militair Gezag venne sciolto il 4 marzo 1946.